# フィリッポ・テッラッチャーノ
- フィリッポ・テッラッチャーノ
- フィリッポ・テラッチャーノ
- フィリッポ・テラッチアーノ

フィリッポ・テッラッチャーノ（Filippo Terracciano, 2003年2月8日 - ）は、イタリア・ヴェローナ出身のサッカー選手。USクレモネーゼ所属。ポジションはMF、DF (RSB）。

## クラブ経歴

### エラス・ヴェローナ
2003年2月8日、元サッカー選手のアントーニオ・テッラッチャーノを父としてイタリア・ヴェネト州ヴェローナに生まれた。エラス・ヴェローナFCの下部組織で育ち、2021年12月15日に行われたコッパ・イタリアのエンポリ戦で後半40分から交代出場しトップチームにデビュー。年が明けた2022年3月20日に行われた第30節のエンポリとの試合で後半39分から出場し、セリエAにもデビューした。

### ミラン
2024年1月8日、テッラッチャーノは同じセリエAクラブのACミランに将来の売却時に10％の売却条項付きで完全移籍した。彼はクラブと2028年6月30日までの契約を結んだ。1月10日、コッパ・イタリア準々決勝でアタランタBC戦にて後半61分、ダヴィデ・カラブリアと交代で途中出場、ミランデビューを果たす。

#### クレモネーゼへのローン
2025年8月11日、条件付き買取義務条項が付帯した期限付き移籍でUSクレモネーゼに加入。

## 代表経歴
2022年11月14日、離脱したアンドレア・カンビアーゾに代わりU-21イタリア代表に初招集された。19日にスタディオ・デル・コーネロで行われたU-21ドイツ代表との親善試合で、終盤から交代出場しデビューをした。